# Tarnowska Wola (gromada w powiecie rawskim)
Tarnowska Wola – dawna gromada, czyli najmniejsza jednostka podziału terytorialnego Polskiej Rzeczypospolitej Ludowej w latach 1954–1972.
Gromady, z gromadzkimi radami narodowymi (GRN) jako organami władzy najniższego stopnia na wsi, funkcjonowały od reformy reorganizującej administrację wiejską przeprowadzonej jesienią 1954 do momentu ich zniesienia z dniem 1 stycznia 1973, tym samym wypierając organizację gminną w latach 1954–1972.
Gromadę Tarnowska Wola siedzibą GRN w Tarnowskiej Woli utworzono – jako jedną z 8759 gromad na obszarze Polski – w powiecie rawskim w woj. łódzkim, na mocy uchwały nr 37/54 WRN w Łodzi z dnia 4 października 1954. W skład jednostki weszły obszary dotychczasowych gromad Agnopol, Nepomucenów, Rękawiec, Rękawiec Nowy, Tarnowska Wola, Tarnowska Wola-Dębniak i Walentynów oraz leśniczówka i gajówka Leszczyny z dotychczasowej gromady Zagórze ze zniesionej gminy Budziszewice w tymże powiecie. Dla gromady ustalono 12 członków gromadzkiej rady narodowej.
Gromadę zniesiono 1 stycznia 1959, a jej obszar włączono do gromady Budziszewice w tymże powiecie.